# Reisseronia satanella
Reisseronia satanella is een vlinder uit de familie zakjesdragers (Psychidae). De wetenschappelijke naam van deze soort is voor het eerst geldig gepubliceerd in 2006 door Kurz, Kurz & Zeller-Lukashort.
De soort komt voor in Europa.